# Knooppunt Kortrijk-West
Knooppunt Kortrijk-West, bijgenaamd De Put, is een knooppunt van de A19 en de R8. Het is gelegen in Kortrijk, België.

## Verkeer
De autosnelweg A19 komt van Ieper naar Kortrijk en sluit nabij het knooppunt Kortrijk-West aan op de R8, de ring rond Kortrijk.

## Geschiedenis

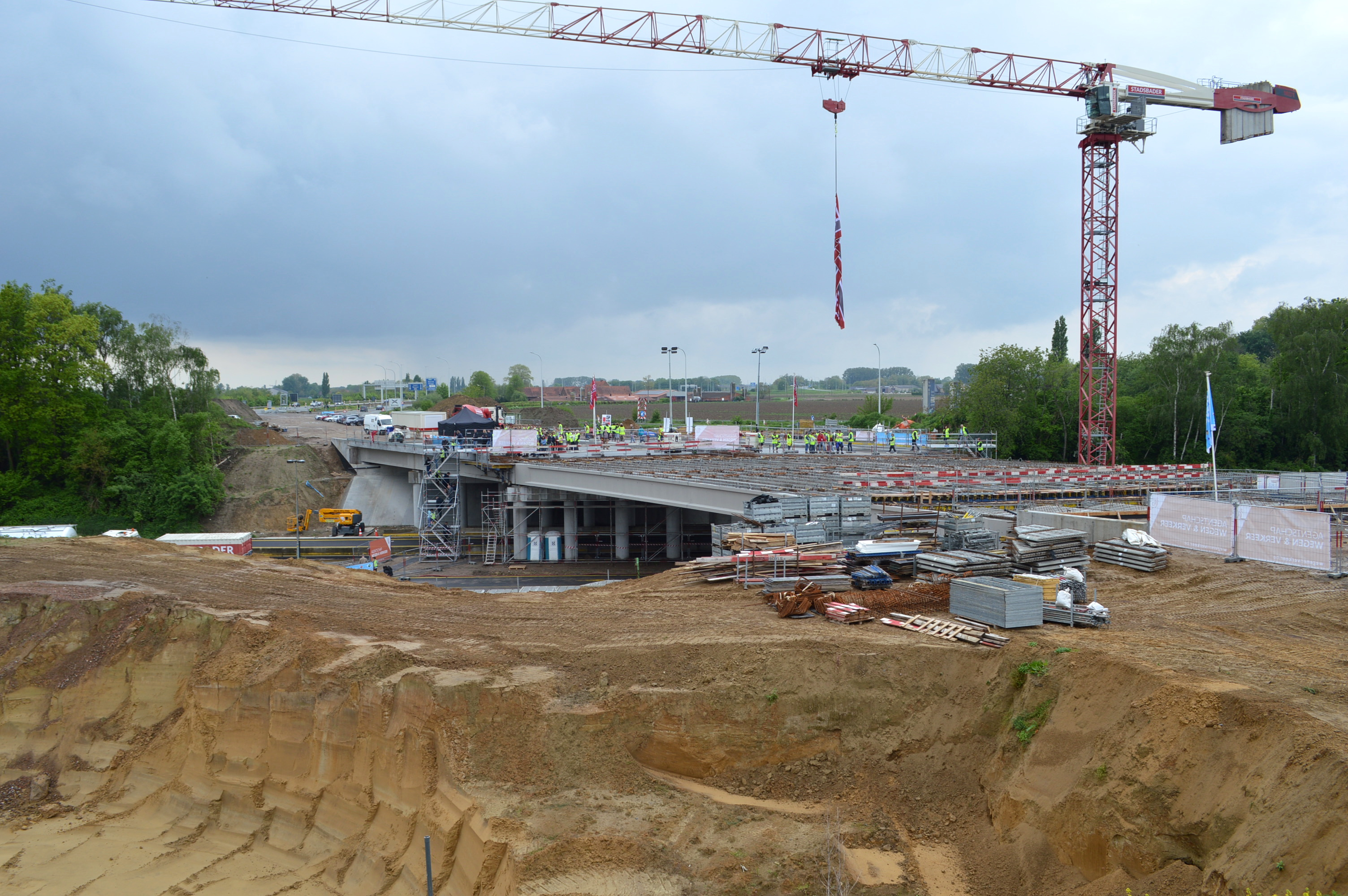
Bouw van de nieuwe verkeerswisselaar

In 1982 werd het knooppunt tussen de A19 en de R8 naar Kortrijk-Zuid in dienst genomen.
In 1992 werd de R8 opengesteld in beide richtingen en werden verkeerslichten geplaatst op twee kruispunten. Het verkeer nam de daaropvolgende jaren toe en de situatie veroorzaakte vertragingen en ongevallen zowel tijdens de ochtend- als avondspits. Sinds de jaren 90 zijn er plannen geweest om van de kruispunten een gescheiden knooppunt in te richten.
Uiteindelijk begon de bouw van de trompetaansluiting in 2022. Door de werken is de binnenring van de R8 niet meer aangesloten op de A19.

Op 4 oktober 2024 werd het knooppunt functioneel in gebruik genomen met de openstelling van het viaduct en de nieuwe verbindingswegen van en naar de R8. Nadien zijn nog afrondende werkzaamheden uitgevoerd.  
| Aansluitende wegen | Aansluitende wegen | Aansluitende wegen | Aansluitende wegen | Aansluitende wegen               |
| ------------------ | ------------------ | ------------------ | ------------------ | -------------------------------- |
|                    |                    |                    |                    | richting Kortrijk-noord / Kuurne |
|                    |                    |                    |                    |                                  |
| richting Ieper     |                    |                    |                    |                                  |
|                    |                    |                    |                    |                                  |
|                    |                    |                    |                    | richting Kortrijk-zuid           |

Aalbeke · Antwerpen-Centrum · Antwerpen-Haven · Antwerpen-Noord · Antwerpen-Oost · Antwerpen-West · Antwerpen-Zuid · Arquennes · Battice · Beaufays · Beveren · Bois-d'Haine · Brugge · Cerexhe · Charleroi-Nord · Charleroi-Sud · Cheratte · Daussoulx · Destelbergen · Doornik · Familleureux · Fexhe-Slins · Gent-Centrum · Gouy · Grâce-Hollogne · Groot-Bijgaarden · Hautrage · Hauts-Sarts · Heppignies · Heverlee · Hoog-Itter · Houdeng-Goegnies · Jabbeke · Jemappes · Kortrijk-West · Kortrijk-Zuid · Leonardkruispunt · Loncin · Lummen · Machelen · Marcinelle · Marquain · Merelbeke · Moorsele · Neufchâteau · Ranst · Sint-Stevens-Woluwe · Strombeek-Bever · Thiméon · Ville-sur-Haine · Vottem · Wilrijk-Valaar · Zaventem · Zwijnaarde